# 7594 Сьотаро
7594 Сьотаро (7594 Shotaro) — астероїд головного поясу, відкритий 19 січня 1993 року.
Тіссеранів параметр щодо Юпітера — 3,490.
Названо на честь Сьотаро (яп. しょうたろう(正太郎) сьо:таро:).